# Monte Gelàs
Monte Gelàs (francouzsky Cime du Gélas, 3143 m n. m.) je hora v Přímořských Alpách. Jejím vrcholem prochází státní hranice mezi Francií (region Provence-Alpes-Côte d'Azur) a Itálií (region Piemont). Je to třetí nejvyšší hora Přímořských Alp. Je možné na ni vystoupit z chat Rifugio Federici-Marchesini al Pagarì (2650 m n. m.) a Rifugio Soria (1840 m n. m.).
Horu jako první zdolal v roce 1864 Paolo di Saint-Robert.